# Villa San Secondo
Villa San Secondo (Vila San Sgond in piemontese) è un comune italiano di 379 abitanti della provincia di Asti in Piemonte.
Il comune fa parte dell'Unione Comunale Comunità Collinare Val Rilate.

## Storia
Alla fine del Cinquecento e fino agli inizi del Settecento, Villa San Secondo passò sotto il dominio dei Gonzaga, duchi di Mantova, che ne fecero un feudo comitale.

### Simboli
(D.P.R. del 2 settembre 1997)

## Monumenti e luoghi d'interesse
- Chiesa dei Santi Matteo e Secondo

## Società

### Evoluzione demografica
Negli ultimi cento anni, dal 1921, si è assistito ad un dimezzamento dei residenti.
Abitanti censiti

## Amministrazione
Di seguito è presentata una tabella relativa alle amministrazioni che si sono succedute in questo comune.
| Periodo        | Periodo        | Primo cittadino    | Partito                     | Carica  | Note  |
| -------------- | -------------- | ------------------ | --------------------------- | ------- | ----- |
| 9 giugno 2024  | in carica      | Luigino Barrera    | Uniti per Villa San Secondo | Sindaco | [ 7 ] |
| 25 maggio 1990 | 24 aprile 1995 | Silvio Carlevaro   | -                           | Sindaco | [ 7 ] |
| 24 aprile 1995 | 14 giugno 1999 | Silvio Carlevaro   | centro                      | Sindaco | [ 7 ] |
| 14 giugno 1999 | 14 giugno 2004 | Gianluca Marchetti | lista civica                | Sindaco | [ 7 ] |
| 14 giugno 2004 | 8 giugno 2009  | Gianluca Marchetti | lista civica                | Sindaco | [ 7 ] |
| 8 giugno 2009  | 26 maggio 2014 | Roberto Mussano    | lista civica                | Sindaco | [ 7 ] |
| 26 maggio 2014 | 26 maggio 2019 | Roberto Mussano    | lista civica III millennioc | Sindaco |       |
| 26 maggio 2019 | 9 giugno 2024  | Barrera Luigino    | Uniti per Villa San Secondo | Sindaco | [ 7 ] |